# Slowaaks olympisch voetbalelftal (mannen)
Het Slowaaks olympisch voetbalelftal is de voetbalploeg die Slowakije vertegenwoordigt op het mannentoernooi van de Olympische Spelen.

## 1920-1992: Tsjecho-Slowaaks olympisch elftal
Tot 1 januari 1993 was Slowakije een onderdeel van Tsjecho-Slowakije en konden Slowaakse voetballers worden geselecteerd voor het Tsjecho-Slowaaks olympisch elftal. Zo maakten de Slowaken Stanislav Seman en František Kunzo deel uit van de Tsjecho-Slowaakse ploeg die olympisch goud won in 1980.

## Sinds 1996: Jong Slowakije
Sinds de kwalificatie voor de Olympische Spelen 1992 geldt voor mannen dat ze maximaal 23 jaar mogen zijn (met 1 januari van het olympisch jaar als peildatum). De UEFA wees daarop het Europees kampioenschap onder 21 voorafgaande aan de Spelen aan als kwalificatietoernooi voor Europa, zodat tegenwoordig Jong Slowakije deelname aan de Olympische Spelen moet zien af te dwingen.

### Olympische Spelen 2000
Slowakije wist zich in het najaar van 1999 onder leiding van bondscoach Dušan Radolský te plaatsen voor het olympisch voetbaltoernooi. Bij de Olympische Zomerspelen 2000 in Australië strandde de U23-ploeg in de eerste ronde na nederlagen tegen Brazilië (3-1) en Japan (2-1), en een overwinning op Zuid-Afrika (2-1). Bekende namen in de selectie waren onder meer doelman Kamil Čontofalský, middenvelder Marek Mintál en verdediger Martin Petráš.
|                                  |                                               |         |                    |                                                                                             |
| 14 september 2000 19:00 (UTC+10) | Brazilië                                      | 3 – 1   | Slowakije          | Brisbane Cricket Ground, Brisbane Toeschouwers: 24.616 Scheidsrechter: Simon Micallef (AUS) |
| 14 september 2000 19:00 (UTC+10) | Edu 30' Marián Cisovšký 68' (e.d.) Alex 90+1' | Verslag | 26' Andrej Porázik | Brisbane Cricket Ground, Brisbane Toeschouwers: 24.616 Scheidsrechter: Simon Micallef (AUS) |

|                                  |                    |         |                                          |                                                                                 |
| 17 september 2000 20:00 (UTC+10) | Slowakije          | 1 – 2   | Japan                                    | Bruce Stadium, Canberra Toeschouwers: 15.289 Scheidsrechter: Falla N'Doye (SEN) |
| 17 september 2000 20:00 (UTC+10) | Andrej Porázik 83' | Verslag | 67' Hidetoshi Nakata 74' Junichi Inamoto | Bruce Stadium, Canberra Toeschouwers: 15.289 Scheidsrechter: Falla N'Doye (SEN) |

|                                  |                                  |         |                       |                                                                                  |
| 20 september 2000 20:00 (UTC+10) | Slowakije                        | 2 – 1   | Zuid-Afrika           | Bruce Stadium, Canberra Toeschouwers: 14.562 Scheidsrechter: Mario Sánchez (CHI) |
| 20 september 2000 20:00 (UTC+10) | Juraj Czinege 64' Ján Šlahor 72' | Verslag | 75' Benedict McCarthy | Bruce Stadium, Canberra Toeschouwers: 14.562 Scheidsrechter: Mario Sánchez (CHI) |